# 創造神
造物主（英語：a creator deity或creator god），英文通常称为The Creator，又稱創世神、創造神，創造大地、世界乃至於天空、太空、宇宙的神祇。在不同神話中，有不同的創造神。在一神論宗教中，唯一真神自身就是世界的創造者，如安拉、耶和華。在中國神話中，以太一、混沌為創造神。
佛教則視其他宗教的任何神祇为佛教的天主和天人，并认为世界是由有情众生共业感召而得，而非是由任何的造物主所创造。
以生物學觀點來看，個體誕生是演化的過程，「造物者賦予」就是「出生」。

## 一神教
阿顿教
由法老阿肯那顿和王后娜芙蒂蒂在公元前1330年左右的古埃及新王国时期发起。他们在荒野中为自己和崇拜他们唯一的创造神的信徒建造了一座全新的首都（阿赫塔顿）。阿肯那顿的父亲曾在他们的多神教中崇拜阿顿以及其他神灵。在其父亲之前的很长一段时间，阿顿就作为众多神祇之一在埃及被崇拜。阿顿崇拜后来被法老图坦卡蒙废除，这在恢复石碑（ Restoration Stela）上有记载。尽管存在不同观点，一些学者认为阿顿崇拜是人类历史上一神教的前沿之一。
亚伯拉罕诸教
犹太教
创世记的创世叙事是犹太教和基督教的创世神话。该叙事由两个故事组成，大致相当于《创世记》的前两章。在第一个故事中，Elohim（希伯来语中对上帝的通用称呼）在六天内创造了天地、动物和人类，然后在第七天休息、祝福并将其定为圣日（即圣经中的安息日）。在第二个故事中，上帝现在被称为Yahweh（耶和华），他用尘土造了第一个人类亚当，并将他安置在伊甸园中，赋予他对动物的统治权。夏娃是亚当的伴侣，由亚当的肋骨所造，是第一个女人。
这个叙事与美索不达米亚神话中的主题相似，但强调了以色列人民对一神信仰的坚持。《摩西五经》（从《创世记》到《申命记》）的首个主要完整草稿是在公元前7世纪末或6世纪编写的。后来，其他作者对其进行了扩展，形成了今天所知的《创世记》。在创世叙事中可以识别出这两种来源：祭司来源和雅威来源。这个结合的叙事是对美索不达米亚创世神学的批判：《创世记》肯定了一神论，否认了多神论。罗伯特·阿尔特（Robert Alter）将这个结合的叙事描述为“其原型特征及其将神话适应于一神教目的的说法极具吸引力”。